# Todor Jančev
Todor Jančev (in bulgaro Тодор Янчев?, traslitterazione anglosassone: Todor Yanchev; Kazanlăk, 19 maggio 1976) è un ex calciatore bulgaro, di ruolo centrocampista.

## Carriera

### Club
Comincia la sua carriera nel Nafteks Burgas, squadra della sua città, per poi trasferirsi al CSKA Sofia nel 2000, squadra in cui tornerà nel 2007 e di cui è stato capitano. Con il CSKA ha vinto tre campionati bulgari (nel 2003, nel 2005 e nel 2008) ed una Supercoppa di Bulgaria.

### Nazionale
Dal 1999 ha giocato regolarmente con la Nazionale bulgara.

## Palmarès

### Club

#### Competizioni nazionali
- Campionato bulgaro: 3

CSKA Sofia: 2002-2003, 2004-2005+, 2007-2008
- Coppa di Bulgaria: 1

CSKA Sofia: 2010-2011
- Supercoppa di Bulgaria: 2

CSKA Sofia: 2008, 2011